# تردست (فیلم ۱۳۸۳)
فیلم تردست به کارگردانی، نویسندگی و تهیه‌کنندگی محمدعلی سجادی ساخته سال ۱۳۸۳ است.

## خلاصه فیلم
اسد دزد خرده‌پایی است که می‌خواهد به زعم خودش ترقی کند و برای همین درصدد سرقت یک سواری بر می‌آید و وارد ماجراهایی ناخواسته و خواسته‌ای می‌شود و…

## جشنواره‌ها
فیلم تردست در دهمین دوره جشن خانه سینما (۱۳۸۵) در بخش بهترین صداگذاری و میکس (فرهاد ارجمندی) کاندیدا این دوره از مسابقات بوده‌اند.